# Ościeże
Ościeże – powierzchnie poprzeczne do płaszczyzny muru przy otworze okiennym lub drzwiowym. Mogą być to powierzchnie boczne (pionowe), górna (pozioma, ukośna lub w kształcie łuku) zamykająca od góry otwór. Powierzchnia poprzeczna może być prowadzona prostopadle do lica ściany lub ukośnie (glif).